# Перранпорт
Пе́рранпорт (англ. Perranporth, корн. Porthpyran) — небольшой курортный город на северном побережье графства Корнуолл (Англия, Великобритания) в 11 километрах к северу от административного центра Труро. Название происходит от корнского Porthpyran и буквально означает «бухта Св. Пирана», в честь ирландского отшельника — покровителя Корнуолла, основавшего в этих местах монастырь в VII века н. э.

## Общая информация
Город формируется вдоль главной улицы — St Piran’s Road, на которой расположены многочисленные магазины, кафе, бары. Вдоль морского побережья пролегает пятикилометровый благоустроенный пляж, который с мая по сентябрь является популярным местом для семейного отдыха. Направление и сила ветров благоприятны для занятий сёрфингом и кайтсёрфингом. От берега вглубь полуострова простираются многокилометровые песчаные дюны, где проводятся соревнования по спортивному ориентированию, а также расположен один из тренировочных лагерей министерства обороны Великобритании. Здесь же расположен гольф-клуб, входящий в число лучших в Великобритании.
В городе есть аэродром, созданный в 1941 году как база истребителей ВВС Великобритании. С 1946 года аэродром имеет только гражданское значение.
В Перранпорте каждый октябрь проходит международный кельтский фестиваль.

## Галерея

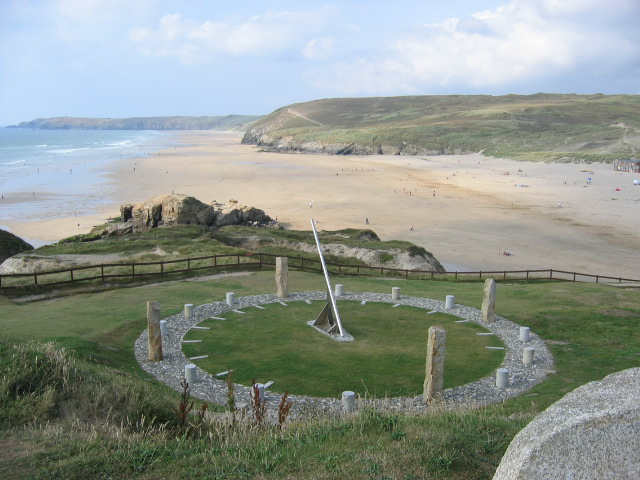
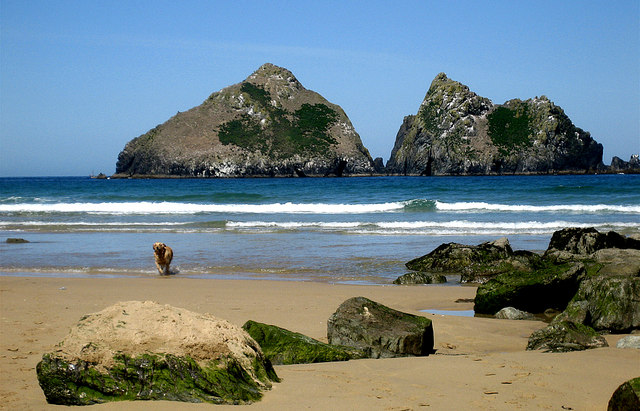
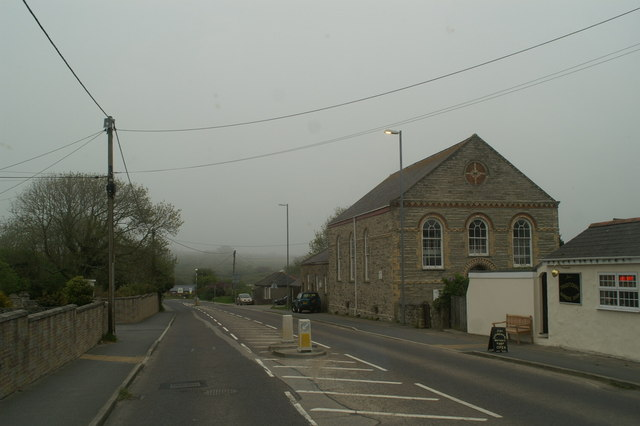
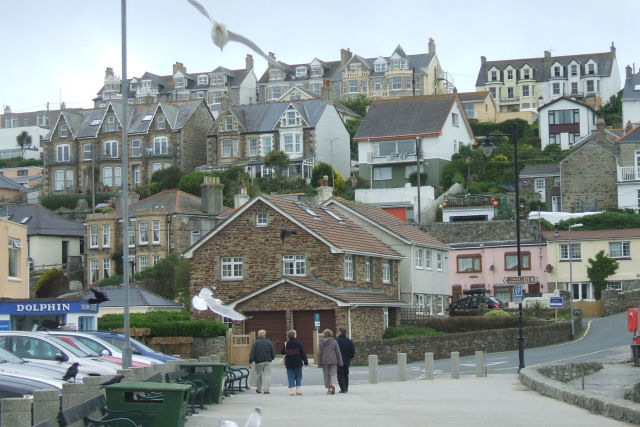